# Административное деление Новой Зеландии
Административно-территориальное устройство Новой Зеландии включает в себя 17 районов, 9 из которых расположены на Северном острове, 7 на Южном острове, и 1 на Чатемском архипелаге.

## Названия единиц административного деления
Основные единицы административного деления Новой Зеландии по-английски именуются region. В русском языке официально чаще всего используется термин район, как общеупотребительный для административных единиц такого порядка. В неофициальном общении используется термин регион.

## Организационное управление
Система организационного управления административными единицами Новой Зеландии включает в себя:
- 11 Региональных Советов (англ. Regional Council) и
- 67 Территориальных управлений (англ. Territorial Authorities) (в том числе 13 городских советов, 53 местных совета и 1 островной совет)

Из 16 территориальных районов Новой Зеландии 11 управляются выборными Региональными советами и 5 районов управляются Территориальными управлениями.
Региональные советы исполняют функции контроля над соблюдением норм охраны окружающей среды, функционирования и контроля систем водоснабжения, общественного транспорта. В задачу Территориальных управлений входит контроль над городским планированием, над работой систем жизнеобеспечения территорий и местных транспортных коммуникаций.
| Административное деление Новой Зеландии                                                       | № на карте | Район             | ISO 3166-2 | Административный центр | Площадь, км² | Население, чел. (2013) | Плотность, чел./км² |
| --------------------------------------------------------------------------------------------- | ---------- | ----------------- | ---------- | ---------------------- | ------------ | ---------------------- | ------------------- |
| Административное деление Новой Зеландии                                                       | 1          | Нортленд          | NZ-NTL     | Фангареи               | 13 941       | 151 692                | 10,88               |
| Административное деление Новой Зеландии                                                       | 2          | Окленд (1)        | NZ-AUK     | Окленд                 | 5048         | 1 415 550              | 280,42              |
| Административное деление Новой Зеландии                                                       | 3          | Уаикато           | NZ-WKO     | Гамильтон              | 25 598       | 403 638                | 15,77               |
| Административное деление Новой Зеландии                                                       | 4          | Бей-оф-Пленти     | NZ-BOP     | Факатане               | 12 447       | 267 741                | 21,51               |
| Административное деление Новой Зеландии                                                       | 5          | Гисборн (1)       | NZ-GIS     | Гисборн                | 8351         | 43 656                 | 5,23                |
| Административное деление Новой Зеландии                                                       | 6          | Таранаки          | NZ-TKI     | Нью-Плимут             | 7273         | 109 608                | 15,07               |
| Административное деление Новой Зеландии                                                       | 7          | Манавату-Уангануи | NZ-MWT     | Уонгануи               | 22 215       | 222 672                | 10,02               |
| Административное деление Новой Зеландии                                                       | 8          | Хокс-Бей          | NZ-HKB     | Нейпир                 | 14 164       | 151 179                | 10,67               |
| Административное деление Новой Зеландии                                                       | 9          | Веллингтон        | NZ-WGN     | Веллингтон             | 8124         | 471 315                | 58,02               |
| Административное деление Новой Зеландии                                                       | 10         | Марлборо (1)      | NZ-MBH     | Бленем                 | 12 484       | 43 416                 | 3,48                |
| Административное деление Новой Зеландии                                                       | 11         | Нельсон (1)       | NZ-NSN     | Нельсон                | 445          | 46 437                 | 104,35              |
| Административное деление Новой Зеландии                                                       | 12         | Тасман (1)        | NZ-TAS     | Ричмонд                | 9786         | 47 157                 | 4,82                |
| Административное деление Новой Зеландии                                                       | 13         | Кентербери        | NZ-CAN     | Крайстчерч             | 45 346       | 539 436                | 11,90               |
| Административное деление Новой Зеландии                                                       | 14         | Уэст-Кост         | NZ-WTC     | Греймут                | 23 336       | 32 148                 | 1,38                |
| Административное деление Новой Зеландии                                                       | 15         | Отаго             | NZ-OTA     | Данидин                | 31 476       | 202 467                | 6,43                |
| Административное деление Новой Зеландии                                                       | 16         | Саутленд          | NZ-STL     | Инверкаргилл           | 28 681       | 93 339                 | 3,25                |
| Административное деление Новой Зеландии                                                       |            | Всего             |            |                        | 268 715      | 4 242 051              | 15,79               |
| (1) Территориальные управления, которые одновременно наделены функциями регионального совета. |            |                   |            |                        |              |                        |                     |

### Внешние острова Новой Зеландии
Новая Зеландия владеет 9 островными группами, которые находятся в субтропических и субантарктических зонах. 7 из них не входят ни в регионы, ни в округа любой административной единицы. Они находятся в непосредственном управлении специального органа — англ. Area Outside Territorial Authority. Остров Чатем имеет статус специальной территориальной единицы, а острова Соландер входит в регион Саутленд.
| Карта: Внешние острова Новой Зеландии.   |              |                        |                                |                            |
|                                          |              |                        |                                |                            |
| Группа островов (оригинальное название)  | Площадь, км² | Население, чел. (2013) | Наивысшая точка, (м)           | Координаты                 |
| Севернее Северного острова               |              |                        |                                |                            |
| Кермадек                                 | 33,08        | —                      | Пик Моумоукаи (516)            | 29°16′ ю. ш. 177°55′ з. д. |
| Три-Кингс (Ngamotukaraka, Manawa Tawhi)  | 4,86         | —                      | (остров Кинг) (294)            | 34°09′ ю. ш. 172°08′ в. д. |
| Юг/восток от Южного острова              |              |                        |                                |                            |
| Чатем (Wharekauri, Rekohu)               | 966,00       | 600                    | Холм Маунгейтер (294)          | 43°54′ ю. ш. 176°32′ з. д. |
| Соландер (Hautere)                       | 0,70         | —                      | (остров Соландер) (330)        | 46°34′ ю. ш. 166°53′ в. д. |
| Субантарктические острова Новой Зеландии |              |                        |                                |                            |
| Баунти                                   | 1,35         | —                      | (остров Фаннель) (88)          | 47°46′ ю. ш. 179°02′ в. д. |
| Снэрс (Tini Heke)                        | 3,41         | —                      | (остров Норт-Ист-Айленд) (152) | 48°01′ ю. ш. 166°32′ в. д. |
| Антиподов                                | 20,97        | —                      | Гора Галловей (366)            | 49°41′ ю. ш. 178°48′ в. д. |
| Окленд (Motu Maha)                       | 625,60       | —                      | Гора Дик (705)                 | 50°42′ ю. ш. 166°05′ в. д. |
| Кэмпбелл (Motu Ihupuku)                  | 113,31       | —                      | Гора Хони (569)                | 52°32′ ю. ш. 169°09′ в. д. |
| Всего                                    | 1769,28      | 600                    | Гора Дик (705)                 |                            |

### Королевство Новой Зеландии

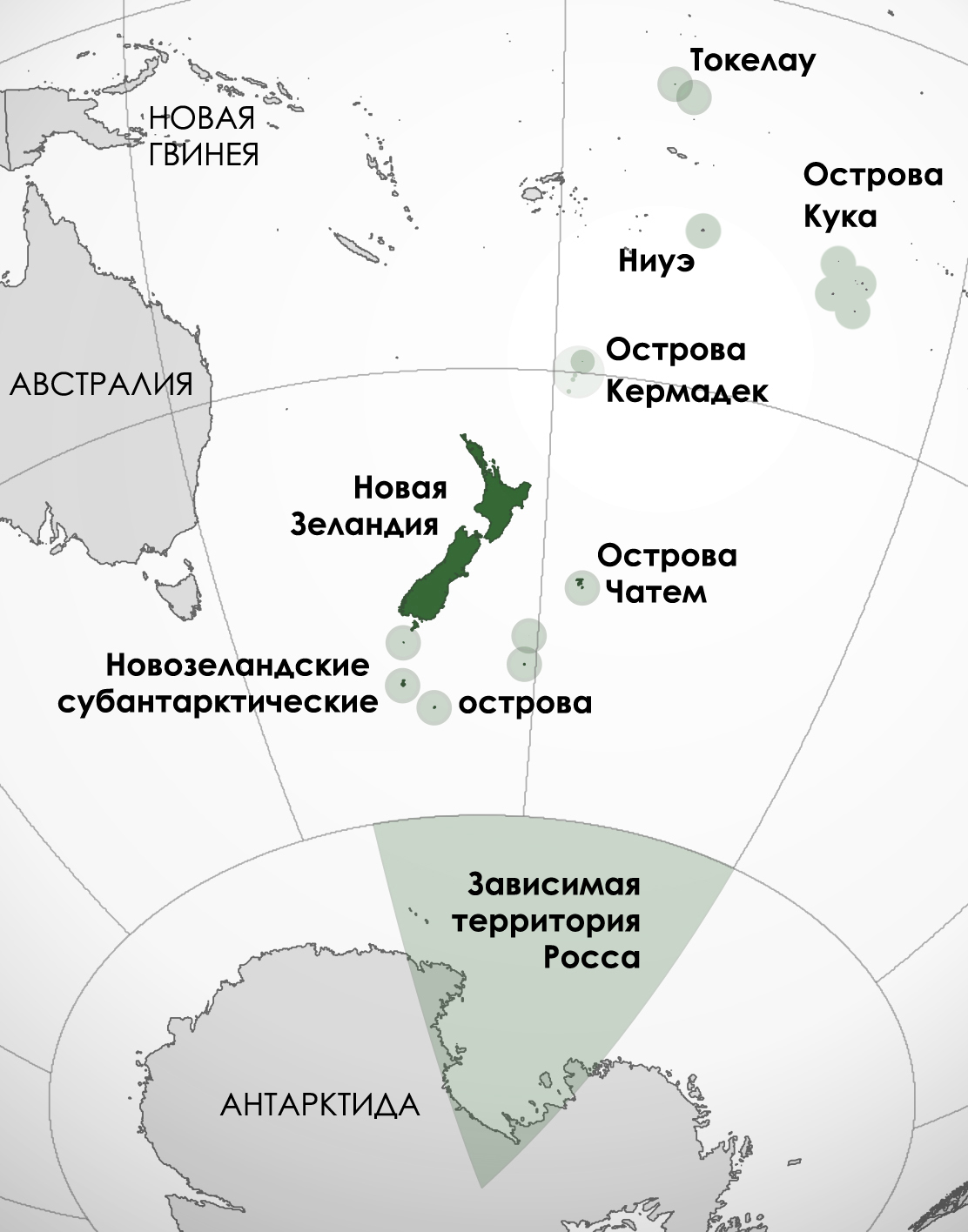
Территории королевства Новой Зеландии.

Королевство Но́вой Зела́ндии — объединение территорий, на которых монарх Новой Зеландии признается главой государства. Королевство Новой Зеландии включает в себя Новую Зеландию, острова Токелау, антарктическую территорию Росса и свободно ассоциированные государства Острова Кука и остров Ниуэ. Населения королевства составляет около 4 400 000 человек (без Новой Зеландии — 23 000 человек), а общая площадь 719 188 км² (без Антарктической территории Росса (450 000 км²) и Новой Зеландии (268 680 км²) — 508,2 км²).
С 8 сентября 2022 года монархом Новой Зеландии является король Карл III. Его официальный титул — Карл Третий, Божьей милостью Король Новой Зеландии и его других королевств и территорий, Глава Содружества, Защитник Веры (Charles the Third, By the Grace of God, King of New Zealand and His other Realms and Territories, Head of the Commonwealth, Defender of the Faith).
Так как монарх Новой Зеландии одновременно является главой ещё 15 других государств, известных как Королевства Содружества, то непосредственно в Новой Зеландии монарха представляет генерал-губернатор. С 21 октября 2021 года данный пост занимает Алсьен Синтия (Синди) Киро — первая женщина-маори в этой должности.
Королевство Новой Зеландии не имеет точной даты создания, но с 1952 года Елизавета II провозглашает себя королевой Новой Зеландии, а в 1983 году определена единая устойчивая территориальная структура Королевства.
В отличие от других королевств Содружества, королевство Новой Зеландии не является государством и не имеет международного государственного признания. Термин «королевство Новой Зеландии» имеет концептуальный, символический характер, указывающий на единство истории и моральных ценностей различных стран и государств и на признание единого главы государства.
| Флаг                                                                       | Герб | Территория        | Регион      | Площадь, км² | Население, чел. (2011) | Столица    | Статус                                      |
| -------------------------------------------------------------------------- | ---- | ----------------- | ----------- | ------------ | ---------------------- | ---------- | ------------------------------------------- |
|                                                                            |      | Новая Зеландия    | Тихий океан | 268 680      | 4 404 400              | Веллингтон | Суверенное государство                      |
|                                                                            |      | Острова Кука      | Тихий океан | 236,7        | 14 974                 | Аваруа     | Самоуправляемое государственное образование |
|                                                                            |      | Остров Ниуэ       | Тихий океан | 261,46       | 1611                   | Алофи      | Самоуправляемое государственное образование |
|                                                                            |      | Острова Токелау   | Тихий океан | 10           | 1411                   | Нукунону   | Зависимая территория                        |
|                                                                            |      | Территория Росса* | Антарктида  | 450 000      | 0                      | —          | Зависимая территория                        |
|                                                                            |      | Всего             |             | 719 188      | 4 422 396              |            |                                             |
| * Не признаётся международным сообществом согласно Договору об Антарктике. |      |                   |             |              |                        |            |                                             |